# محسن فخري زاده
محسن فخري زاده مهابادي (بالفارسية: محسن فخری‌زاده مهابادی) (1958 - 27 نوفمبر 2020)، هو ضابط إيراني في الحرس الثوري الإيراني وأستاذ الفيزياء بجامعة الإمام الحسين بطهران. هو العالم النووي الأرفع في إيران. وُصِف محسن بأنه «رأس البرنامج النووي».
ولد فخري زاده في قم عام 1958، والتحق بالحرس الثوري الإسلامي بعد الثورة الإيرانية عام 1979. التحق بجامعة شهيد بهشتي وحصل لاحقًا على درجة الدكتوراه من جامعة أصفهان. ابتداءً من عام 1991، كان أستاذًا للفيزياء في جامعة الإمام الحسين.
فخري زاده قاد منظمة الابتكار والبحث الدفاعي ومشروع الملح الأخضر. بسبب ارتباط فخري زاده بالبرنامج النووي الإيراني، أمر كل من مجلس الأمن التابع للأمم المتحدة والولايات المتحدة بتجميد أصوله في منتصف العقد الأول من القرن العشرين. في أوائل عام 2010، أسس وقاد منظمة الابتكار والبحث الدفاعي، التي أجرت أبحاثًا حول الأسلحة النووية. في عام 2018، قال رئيس الوزراء الإسرائيلي بنيامين نتنياهو إن فخري زاده كان رئيس مشروع أماد. بعد وفاته، قالت الحكومة الإيرانية إنه في عام 2020، ساعد في تطوير مجموعات اختبار كوفيد-19 لاستخدامها أثناء الوباء.
على الأرجح بسبب صلاته ببرنامج الأسلحة النووية الإيراني المزعوم، اغتيل فخري زاده في كمين على طريق في أبسارد في 27 نوفمبر 2020. وعلى الرغم من أن التقارير التي أفادت في البداية أن مسلحين قد استخدموا قنبلة في الهجوم إلا أن إيران تقول إنه تم استخدام مدفع آلي يعمل بالأقمار الصناعية. وزعمت إيران تورطا إسرائيليا في ذلك. وقد أدى هذا الاغتيال إلى زيادة التوتر في المنطقة. رداً على وفاته، أقر المجلس التشريعي الإيراني مشروع قانون لمنع عمليات التفتيش على برنامجها النووي.

## نشأته
ولد فخري زاده في قم عام 1958. ثُم أصبح عضوًا في الحرس الثوري الإيراني بعد الثورة الإيرانية عام 1979.

## الحياة الشخصية
فخري زاده متزوج ولديه أطفال. كان لديه حراسة أمنية خاصة به وعاش في مجمع آمن. وبحسب ما ورد نجا فخري زاده من محاولة اغتيال في الماضي.
على الرغم من مكانته العالية، حافظ فخري زاده على مكانة عامة منخفضة. نادرًا ما ورد ذكره في وسائل الإعلام الحكومية الإيرانية وكان يشار إليه عادةً على أنه أستاذ جامعي. تراجعت هذه السرية مؤخرًا عندما ظهر على مواقع إيرانية مع آية الله علي خامنئي.
في عرض متلفز في عام 2018، خص رئيس الوزراء الإسرائيلي بنيامين نتنياهو فخري زادة. بالاعتماد على الوثائق الإيرانية المزعومة التي حصل عليها الموساد، وصف نتنياهو فخري زاده بأنه رئيس مشروع أماد. ثم حث جمهوره على «تذكر اسمه [فخري زاده]».

## الحياة المهنية

### العمل الأكاديمي (1991-2020)

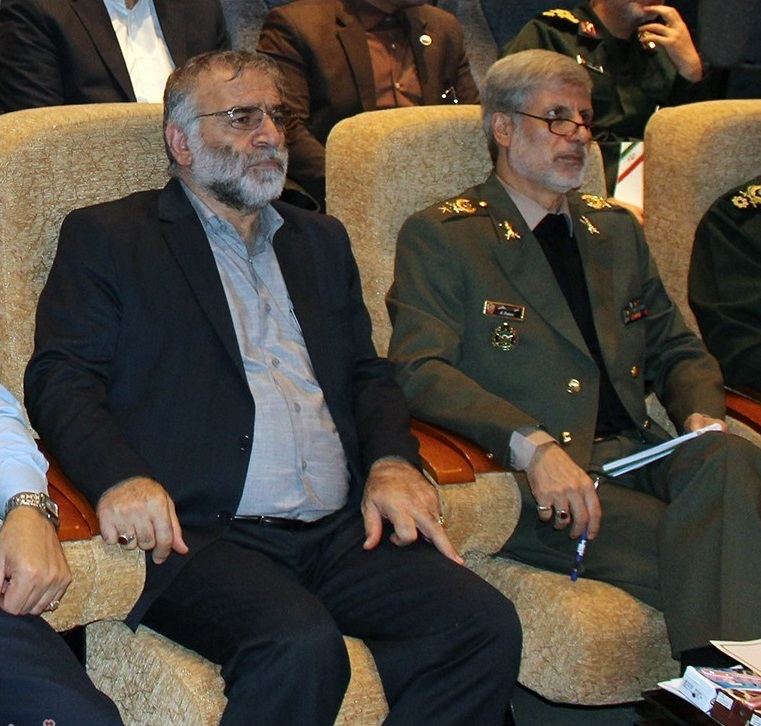
مع أمير حاتمي وزير دفاع الجمهورية الإسلامية الإيرانية

فخري زاده حصل على بكالوريوس في الفيزياء النووية من جامعة الشهيد بهشتي في عام 1987.حيث درس الماجستير في جامعة أصفهان للتكنولوجيا وحصل على درجة الدكتوراه في الإشعاع النووي والأشعة الكونية.
بحسب علي رضا جعفر زاده، كان فخري زاده عضوًا في هيئة التدريس بجامعة الإمام الحسين (IHU) ابتداءً من عام 1991. في جامعة الإمام الحسين، الواقعة في طهران، درس الفيزياء. وفقا لتقييم وكالة المخابرات المركزية عام 2007 الذي أجري في عهد رئيس الولايات المتحدة جورج دبليو بوش، كان منصب فخري زاده الأكاديمي «تغطية لعملة الحقيقي».
في أوائل العقد الأول من القرن الحادي والعشرين، قاد فخري زاده مبادرة أطلق عليها اسم مركز الدراسات البيولوجية، الذي وُصف بأنه خليفة لمركز أبحاث الفيزياء (PHRC). تمت أنشطة مجموعة البحث هذه في لافيزان شيان. 
في عام 2020، بعد وفاته، اكدت الحكومة الإيرانية إن فخري زاده كان شخصية رئيسية في مكافحة وباء فيروس كورونا 2019، الذي أصاب إيران خصوصًا (وباء فيروس كورونا 2019 في إيران). وفقًا لما ذكره مجيد تخت روانجي، سفير إيران لدى الأمم المتحدة، فقد قاد فخري زاده الفريق الذي طور أول اختبارات فيروس كورونا الإيرانية. أفاد وزير الدفاع الإيراني أمير حاتمي أن فخري زاده خطى «خطوات كبيرة في مجال تطوير لقاح فيروس كورونا 2019». وأضاف أن المركز بقيادة فخري زاده مر بالمرحلة الأولى من التجارب البشرية السريرية في مجال تطوير لقاح كورونا و «فعل أشياء عظيمة لشعبنا الأعزاء».
في 29 نوفمبر 2020، أشاد رئيس مقر معركة فيروس كورونا في طهران بفخر زاده كعالم بارز وباحث بارز في مجال البحث والتكنولوجيا والقطاع الصحي.

### عقوبات الأمم المتحدة (2006-2007)

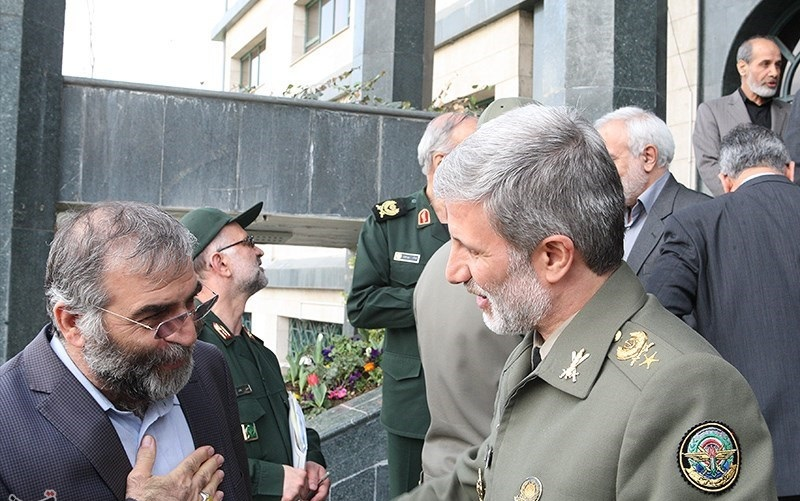
فخري زاده (أقصى اليسار) يتحدث مع وزير الدفاع العميد حاتمي

اعتبارًا من 2006-2007، كان فخري زاده خاضعًا لمتطلبات مجلس الأمن الدولي لتجميد الأصول وإشعار السفر لأن المجلس قال إن الوكالة الدولية للطاقة الذرية طلبت مقابلة فخري زاده ورفضت إيران إجراء المقابلة. قدمت إيران بعض المعلومات المتعلقة بعمل فخري زاده الذي تقول الوكالة الدولية للطاقة الذرية إنه «لا يتعارض مع النتائج التي توصلت إليها»، لكن الوكالة الدولية للطاقة الذرية تواصل السعي لتأكيد نتائجها. ووفقًا لتصنيف الأمم المتحدة، كان فخري زاده خبيرًا بارزًا في وزارة الدفاع ولوجستيات القوات المسلحة والرئيس السابق لمركز أبحاث الفيزياء (PHRC). وطلبت الوكالة الدولية للطاقة الذرية إجراء مقابلة معه حول أنشطة المركز خلال فترة رئاسته، لكن إيران رفضت الطلب. تم تحديد فخري زاده على أنه «شخصية رئيسية» في تقرير للأمم المتحدة عام 2007 حول برنامج إيران النووي.
حدد قرار صادر عن مجلس الأمن التابع للأمم المتحدة عام 2007 فخري زاده على أنه عالم كبير في وزارة الدفاع ولوجستيات القوات المسلحة والرئيس السابق لمركز أبحاث الفيزياء (PHRC) في لافيزان شيان.
في عام 2008، أمرت الولايات المتحدة بتجميد أصوله مع مسؤولين إيرانيين آخرين.

### منظمة الابتكار والبحث الدفاعي (2011-2020)
بعد توقف مشروع أماد [الإنجليزية]، أنشأ فخري زاده وقاد منظمة الابتكار والبحث الدفاعي (SPND)، وهي كيان تموله الحكومة تزعم وزارة الخارجية الأمريكية أنه يعمل على البحث والتطوير الذي يمكن أن يكون مفيدًا لبرنامج الأسلحة النووية. ، تأسست المنظمة في فبراير 2011 ومقرها داخل وزارة الدفاع الإيرانية ولوجستيات القوات المسلحة. وكان فخري زاده مدير المنظمة بين عامي 2008 و 2011.  وكانت تابعة لجامعة مالك عشتار للتكنولوجيا. 
منظمة الابتكار والبحث الدفاعي هي منظمة تابعة أيضا لوزارة الدفاع ولوجستيات القوات المسلحة.

### برنامج الأسلحة النووية (2007-2020)

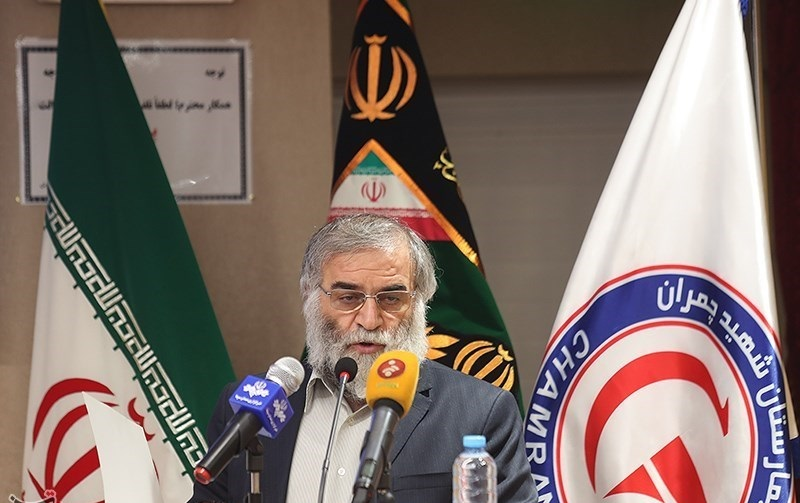
فخري زاده يتحدث

وثيقة إيرانية داخلية تم تسريبها في عام 2007 لصحيفة "صنداي تايمز" حددت فخري زاده كرئيس مجال توسيع انتشار التكنولوجيا المتقدمة (FEDAT)، وهو اسم غطاء للمنظمة التي تدير برنامج الأسلحة النووية الإيراني. الوثيقة، التي تحمل عنوان توقعات للأنشطة الخاصة ذات الصلة بالنيوترونات على مدى السنوات الأربع القادمة(بالإنجليزية: Outlook for Special Neutron-Related Activities over the Next Four Years) ، تضع خطة مدتها أربع سنوات لتطوير بادئ نيوترونات اليورانيوم ديوتريد.
كشخصية رئيسية في مركز أبحاث الفيزياء، كان فخري زاده مسؤولاً عن التخطيط والحصول على قطع غيار لأول مصنع إيراني لتخصيب اليورانيوم.
في عام 2010، ذكرت صحيفة الغارديان أنه يعتقد أن فخري زاده مسؤول عن برنامج إيران النووي. في عام 2012، أطلقت عليه صحيفة وول ستريت جورنال لقب «خبير الأسلحة الذرية في طهران». في عام 2014، وصفته صحيفة نيويورك تايمز بأنه «أقرب شيء إلى أوبنهايمر الإيراني». بعد اغتيال فخري زاده، وصفه آية الله علي خامنئي بأنه «عالم البلاد النووي والدفاعي البارز والمتميز». زعمت وكالات الاستخبارات الغربية، بما في ذلك تلك التابعة للولايات المتحدة، أن فخري زاده كان مسؤولاً عن برنامج إيران النووي، مشروع 111 ،  الذي زعموا أنه كان محاولة لصنع قنبلة نووية لإيران. نفت إيران أن يكون لبرنامجها النووي جانب عسكري. تمت الإشارة إلى فخري زاده كمدير لمشروع الملح الأخضر [الإنجليزية] . وفقًا لصحيفة نيويورك تايمز ، تم وصف فخري زاده في أجزاء سرية من تقارير المخابرات الأمريكية بأنه متورط بشدة في محاولة لتصميم رأس نووي لإيران.
ذكر تقرير لوزارة الخارجية الأمريكية في يونيو 2020 أن المساهمين السابقين في برنامج الأسلحة النووية الإيراني استمروا في العمل على «الأنشطة التقنية ذات الاستخدام المزدوج ذات الصلة بالتسليح» في عهد فخري زاده.

### دور في خطة العمل الشاملة المشتركة
بعد حوالي عام من اتفاق خطة العمل الشاملة المشتركة (JCPOA)، المعروف أيضًا باسم الاتفاق النووي الإيراني، خلال حفل أقيم في مركز إيران الدولي للمؤتمرات في 8 فبراير 2016، منح حسن روحاني أوسمة وأوامر لمفاوضيه النوويين وغيرهم من الشخصيات الرئيسية التي ساعدت في إتمام الصفقة. ومن الأسماء التي نشرتها وكالات الأنباء محمد جواد ظريف وحسين دهقان وعلي أكبر صالحي. كان محسن فخري زاده من الأعيان الذين حصلوا على وسام الخدمة من حسن روحاني أيضًا. لكن هذا ظل سريا حتى بعد اغتياله.
وبحسب ما ورد شكك فخري زاده في فعالية الصفقة، قائلاً «لا يمكن المساومة مع أمريكا» (بالإنجليزية: America can't be compromised with).

## اغتياله

### مقدمة
نصح الفريق الأمني لفخري زاده بعدم السفر في 27 نوفمبر 2020 لدواعي أمنية. وبحسب أحد الأبناء، «رفض فخري زاده لأنه كان له لقاء مهم، وكان من المفترض أن يلقي محاضرة للطلاب. أصر على العودة إلى طهران في نفس اليوم.»
كشف علي شمخاني أمين المجلس الأعلى للأمن القومي الإيراني، أن الإيرانيين لديهم تقرير استخباراتي يتنبأ بالاغتيال. إلا أنه تم تجاهله بسببتكرار تحذيرات الاغتيال. ووصفت هيئة الإذاعة البريطانية هذا الأمر والتناقضات اللاحقة بين الروايات بأنه «فشل ذريع في مكافحة التجسس لقادة الأمن في إيران».
شهد العام الذي سبق وفاته تصاعد التوترات بين إيران والولايات المتحدة وحلفائها. وفاته هي بعد اغتيال قاسم سليماني في كانون الثاني / يناير وتفجيرات إيران عام 2020.

### المقتل

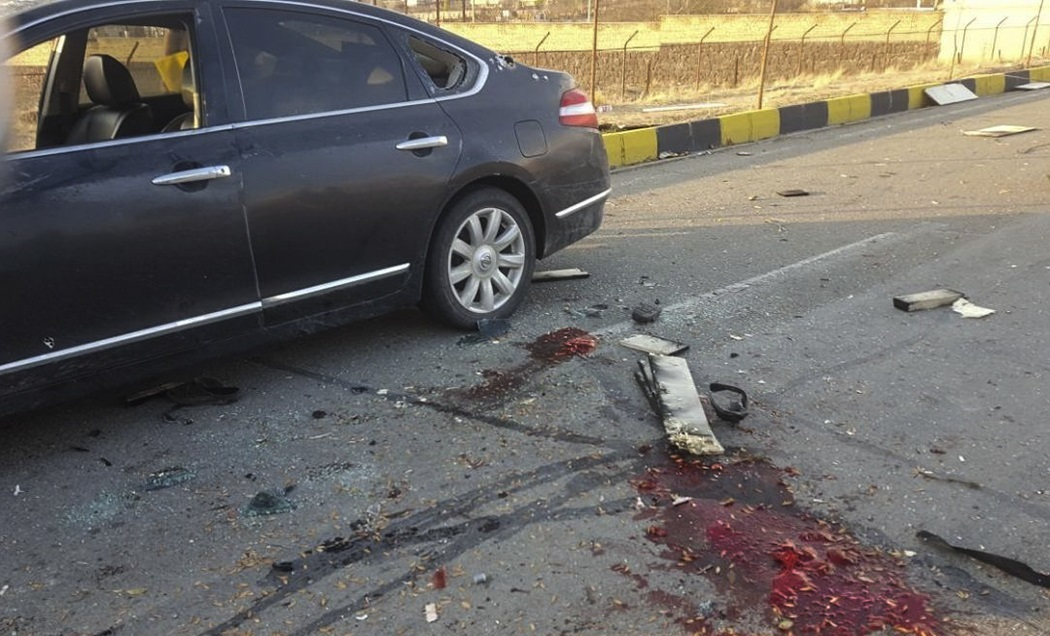
بقع دم بعد الهجوم

في 27 نوفمبر 2020، تعرض فخري زاده لكمين أثناء سفره في سيارة نيسان تينا سوداء (الصورة على اليمين) على طريق ريفي في أبسارد، وهي مدينة بالقرب من طهران. برفقة قافلة من ثلاث عربات مصفحة، كان يقود سيارة مع زوجته في سيارة مصفحة. ونقلت القافلة أحد عشر حارسا. العديد من التقارير عن الحادث متضاربة وهناك العديد من الروايات المتنافسة. ألقى مسؤولون إيرانيون باللوم على مجاهدي خلق وإسرائيل.
وصفت الروايات الأولية شاحنة نيسان محملة بالمتفجرات مخبأة تحت شحنة من الخشب انفجرت بالقرب من سيارة فخري زاده.  وفقًا للسلطات الإيرانية، ظهر مسلحون وأطلقوا النار على سيارة فخري زاده. وردا على ذلك اشتبك حراس فخري زاده مع المهاجمين.   وأسفر الاشتباك عن مقتل ثلاثة حراس وجرح آخرين. وذكرت مصادر إيرانية أن ثلاثة إلى أربعة من المهاجمين قتلوا.   تم تأكيد هذه الرواية جزئياً من قبل شهود تحدثوا إلى وسائل الإعلام الحكومية.  كما وردت أنباء عن وفاة مهاجم انتحاري فيما بعد متأثرا بجراحه.
في وقت لاحق، ظهرت رواية متناقضة، عندما ذكرت وكالة أنباء فارس أنه لم يكن هناك مسلحون، وأن الهجوم لم يستخدم سوى مدفع رشاش يتم التحكم فيه عن بعد مثبت على سيارة نيسان.  وقال نائب القائد العام للحرس الثوري الإيراني علي فدوي إن السلاح كان مزودا بكاميرا واستخدم الذكاء الاصطناعي والتعرف على الوجه لاستهداف فخري زاده.   في هذه الرواية، خرج فخري زاده من عربته، الذي ربما لم يتعرف على إطلاق النار، بعد أن اعتقد أنها أصابت شيئًا ما.   ثم أصابته البندقية الأوتوماتيكية «التي تسيطر عليها الأقمار الصناعية» 13 مرة من مسافة 150 متر (490 قدم).     بحسب فدوي، الذي ادعى أن فخري زاده ظل جالسًا في سيارته، فإن البندقية كانت دقيقة لدرجة أن زوجته التي كانت تجلس بجانبه لم تصب رصاصة واحدة.  وبحسب وكالة مهر للأنباء، فقد أصيب رئيس الأمن أربع مرات بعد أن ألقى بنفسه فوق فخري زاده.   بعد فترة وجيزة، انفجرت شاحنة نيسان التي كانت تحمل البندقية.     استمر الهجوم بأكمله ثلاث دقائق.  أكد علي شمخاني من المجلس الأعلى للأمن القومي الإيراني هذه الرواية.
شكك خبراء الأمن والاستخبارات في هذه الرواية، موضحين أنها كانت ستدخل عوامل خطر غير ضرورية للجناة. وأشار النقاد إلى أن هذا الحساب كان ذريعة بعد أن فشلت السلطات الإيرانية في القبض على الجناة. نويل شاركي، الأستاذ وعضو الحملة ضد الروبوتات القاتلة، أعرب عن قلقه بشأن الاستخدام المحتمل للذكاء الاصطناعي في الاغتيال، مشيرًا إلى أنه قد يكون له «عواقب لا يمكن تصورها» ويسبب «انحدارًا من شأنه أن يعطل الأمن العالمي تمامًا». استخدم محلل استخبارات مفتوح المصدر نمذجة ثلاثية الأبعاد وجدت أن مسارات الرصاص نشأت من نفس النقطة، مما يدعم الحساب الإيراني.
في فبراير 2021، نشرت صحيفة جيويش كرونيكل تقريرًا مفصلاً عن الاغتيال نقلاً عن «مصادر استخباراتية». ووفقًا لصحيفة «جيويش كرونيكل»، فقد اغتيل فخري زاده على يد الموساد دون تدخل أميركي، ولم تعط إسرائيل سوى الحد الأدنى من التحذير المسبق للولايات المتحدة. وأكد التقرير الادعاء الإيراني باستخدام مدفع رشاش آلي، زاعمًا أن فخري زاده قتل بمدفع آلي وزنه طن واحد تم تشغيله عن بعد تم تهريبه إلى إيران قطعة قطعة قبل تجميعها، والتي تضمنت قنبلة بحيث يمكن أن تدمر نفسها بنفسها، على الرغم من أنها لم تكن تعمل بالأقمار الصناعية. وبحسب التقرير، تورط أكثر من 20 شخصًا في عملية الاغتيال، من بينهم مواطنون إسرائيليون وإيرانيون. يُزعم أن الاستعدادات للاغتيال قد بدأت في مارس 2020، عندما تم إرسال جواسيس إسرائيليين إلى إيران والاتصال بوكلاء محليين. كانت المجموعة تحت المراقبة المكثفة لمدة ثمانية أشهر، وبعد معرفة روتينه، تم اتخاذ قرار بقتله على الطريق المؤدي شرق طهران إلى أبسارد، حيث كان لديه فيلا سافر إليها أيام الجمعة. وبحسب النبأ، تمت مراقبة موكب فزخري زاده من مسافة بعيدة من قبل فريق من العملاء الإسرائيليين قاموا بتفعيل البندقية عندما مرت سيارته من المكان المحدد. أطلق المدفع الرشاش الآلي، الذي كان مثبتًا على ظهر شاحنة نيسان صغيرة كانت متوقفة على جانب الطريق، النار وأصيب فخري زاده بـ13 رصاصة. لم يتضرر أحد في عملية الاغتيال. وأثناء هروب فريق الموساد، انفجرت البندقية، مما زاد الارتباك في مكان الحادث.

### ما بعد الهجوم
وبحسب ما ورد أصيب فخري زاده في ظهره برصاصة، مما أدى إلى إصابة عموده الفقري. وبحسب مقابلة أجراها أبناؤه لوسائل إعلام رسمية إيرانية، أصيب فخري زاده بما مجموعه أربع إلى خمس رصاصات. نُقل جواً في مروحية تابعة للشرطة، ثم نُقل إلى المستشفى حيث توفي بعد فشل جهود إنعاشه.
بعد الحادث، بدأت قوات الأمن الإيرانية في إيقاف المركبات في طهران بحثًا عن الجناة. وحتى الآن لم تعلن أي جماعة مسؤوليتها عن مقتله. في 8 ديسمبر / كانون الأول، اعتقلت السلطات الإيرانية عدة أفراد على صلة بالهجوم. لم يقدموا بعد تفاصيل حول من زُعم أنهم أوقفوا. في 9 فبراير 2021، صرح وزير المخابرات الإيراني محمود علوي أنه تم الاشتباه في تورط أحد أفراد القوات المسلحة في عملية الاغتيال.

## ردود الفعل

### الداخلية
وبحسب ما ورد عقد المجلس الأعلى للأمن القومي الإيراني اجتماعا طارئا حضره كبار القادة العسكريين. دعا حسين سلامي، القائد العام للحرس الثوري الإسلامي، إلى الانتقام ومعاقبة مرتكبي الاغتيال. ودعا علي خامنئي، المرشد الأعلى لإيران، إلى معاقبة مرتكبي العمل الإرهابي وقادته؛ دعا مستشاره للشؤون الدولية علي أكبر ولايتي محسن فخري زاده بـ «الشهيد العظيم» ودعا إلى الانتقام. وصرح مسؤولون إيرانيون بأن فخري زاده سيتسلم «دفن بطل قومي في أحد أقدس الأضرحة في البلاد». ودعت إيران مجلس الأمن التابع للأمم المتحدة للتحدث علناً ضد القتل واتخاذ إجراءات ضد مرتكبيه، لكن مجلس الأمن الدولي لم يصدر بيانًا بعد.

### الخارجية
- فلسطين:
  - حركة المقاومة الإسلامية حماس: نعت الحركة عالم الفيزياء الإيراني محسن فخري زاده، وقالت الحركة «إن هذا الاغتيال جاء متزامنًا مع تهديدات أمريكية وإسرائيلية متواصلة لإيران بهدف حرمانها وحرمان الأمة من امتلاك أدوات التقدم العلمي والقوة»، وأضافت «الاغتيال هدفه إبقاء المنطقة في دوامة من القتل، وما يترتب على ذلك من ردود أفعال وفوضى وعدم استقرار يحقق مصالح الاحتلال بالدرجة الأساسية».[81][82]
  - حركة الجهاد الإسلامي: نعت الحركة عالم الفيزياء الإيراني محسن فخري زاده، وقالت «هذا العمل "الإرهابي الجبان" هو استهداف لمقومات النهضة والتقدم العلمي في العالم الاسلامي بشكل عام وإيران بشكل خاص»، وأكدت أنَّ الاغتيال «محاولة يائسة للانتقام من إيران لوقوفها إلى جانب قضايا المستضعفين المحقة والعادلة في العالم، وعلى رأسها القضية الفلسطينية، لكن هذه المحاولة الآثمة لن يثني إيران عن مواقفها ولن تضعفها».[81][83]
- الولايات المتحدة: امتنعت وزارة الدفاع الأمريكية (البنتاغون) عن التعليق على الاغتيال.[84]
- إسرائيل: رفض مكتب رئيس الوزراء الإسرائيلي بنيامين نتنياهو التعليق على عملية الاغتيال، حيث قال مسؤول في مكتب نتنياهو في تصريح لوكالة رويترز إنَّ المكتب «يمتنع عن التعليق» على الموضوع.[85]
- الإمارات العربية المتحدة: أدانت وزارة الخارجية الإماراتية هذا الاغتيال عبر بيان رسمي «بأن دولة الإمارات العربية المتحدة وانطلاقاً من إيمانها الراسخ بضرورة البحث عن كل مقومات الاستقرار في المنطقة فإنها تدين جريمة الاغتيال المشينة التي طالت السيد محسن فخري زاده والتي من شأنها أن تقود إلى حالة من تأجيج الصراع في المنطقة.»[86][87]
- قطر أدان وزير الخارجية القطري محمد بن عبد الرحمن آل ثاني الاغتيال مؤكدًا «بأن مثل هذه الخطوات لن تسهم إلا في سكب المزيد من الوقود على النار في الوقت الذي تبحث فيه المنطقة والمجتمع الدولي عن وسائل لتخفيف التوتر والعودة إلى طاولة الحوار والدبلوماسية.»[88]
- تركيا أعربت الخارجية التركية، عن إدانتها لجريمة اغتيال العالم النووي الإيراني محسن فخري زادة، قرب العاصمة طهران. «نشعر بالأسف لسماع نبأ مقتل فخري زادة، ندين هذه الجريمة الشنيعة، ونقدم التعازي إلى حكومة إيران وأسرة الفقيد.»[89]
- روسيا أعرب ليونيد سلوتسكي رئيس لجنة الشؤون الخارجية في مجلس الدوما الروسي عن أن روسيا تعلن عن إدانتها لجريمة اغتيال العالم النووي الإيراني محسن فخري زادة. «اغتيال فخري زاده هجوم ارهابي بهدف استفزاز ايران.»[90]
- سوريا أدانت الحكومة السورية عملية الاغتيال على لسان وزير خارجيتها فيصل المقداد.[91]
- الكويت أعربت وزارة الخارجية الكويتية عن ادانتها لاغتيال محسن فخري زاده، وأكدت الوزارة عبر بيان لها بأن «موقفها ثابت في رفض كافة أعمال العنف مهما كانت دوافعها ورفض أيضا لكل ما من شأنه زيادة التوتر وتقويض الإستقرار في المنطقة.»[92]

### مزاعم تورط إسرائيلي
أشار محمد جواد ظريف، وزير الخارجية الإيراني، إلى أن إسرائيل كانت وراء اغتيال فخري زاده. وتأكيدا على القتل غرد قائلا: «قتل الإرهابيون اليوم عالماً إيرانياً بارزاً. هذا الجبن—ومع وجود مؤشرات قوية لدورٍ إسرائيلي—يظهر دعوات الحرب اليائسة للمنفذين. إيران تدعو المجتمع الدولي—وخاصة الاتحاد الأوروبي—لإنهاء ازدواجية معاييرهم المخزية ولاستنكار هذا العمل الإرهابي». كما زعم ظريف تورط إسرائيل في الحادث. وألقى عبد الرحيم موسوي قائد الجيش الإيراني باللوم على إسرائيل والولايات المتحدة وهدد بالانتقام. كما انتقد حزب الله القتل وزعم تورط الولايات المتحدة وإسرائيل.
وبحسب التلفزيون الإيراني، فإن السلاح الذي عُثِر عليه من مكان الحادث يحمل «شعار ومواصفات الصناعة العسكرية الإسرائيلية».
ووصف تريتا بارسي، مؤسس المجلس القومي الإيراني الأمريكي، إسرائيل بـ «المشتبه به الرئيسي». صرح مارك دوبويتز، الرئيس التنفيذي لمؤسسة الدفاع عن الديمقراطيات، أن الكمين «يحمل بالتأكيد بصمات عملية إسرائيلية». وفقًا لصحيفة الغارديان، ربما تكون إسرائيل قد نفذت الهجوم من أجل الاستفادة من الأيام الأخيرة من رئاسة ترامب. وفقًا لصحيفة نيويورك تايمز، كان فخري زادة الهدف الأول لوكالة المخابرات الإسرائيلية الموساد. يُزعم أن الموساد متورط في اغتيال علماء نوويين إيرانيين، بعضهم من نواب فخري زاده، في 2010. وصرح مسؤول أمريكي واثنان آخران من مسؤولي المخابرات أن إسرائيل كانت وراء عملية الاغتيال. ومع ذلك، صرح تساحي هنغبي، وزير في الحكومة الإسرائيلية وأحد المقربين من بنيامين نتنياهو، أنه لا يعرف من قتل فخري زاده. ولم تؤكد إسرائيل أو تنفي هذه المزاعم.
كما ألقى علي شمخاني باللوم على مجاهدي خلق، وهي جماعة إيرانية متشددة تدعو للإطاحة بالحكومة الإيرانية الحالية. يزعم أن منظمة مجاهدي خلق ساعدت العمليات الإسرائيلية في الماضي. لكن المتحدث باسم مجاهدي خلق شاهين جوبادي نفى مزاعم إيران ووصفها بـ «الغضب والحقد والكذب».
خشية الانتقام، وضعت إسرائيل سفاراتها في حالة تأهب قصوى في 28 نوفمبر. في أعقاب الحادث، تم وضع الجاليات اليهودية أيضًا في حالة تأهب قصوى. وحث مجلس الأمن القومي الإسرائيلي على مزيد من اليقظة تجاه الإسرائيليين الذين يعيشون ويسافرون إلى الخارج. نصح مسؤولون أمنيون إسرائيليون علماء نوويين سابقين، كانوا قد عملوا في مفاعل ديمونة ، بالحذر. على الأرجح لردع أي انتقام إيراني، نشرت إسرائيل غواصة في الخليج العربي. في نفس اليوم، شوهدت يو إس إس جورجيا ‏ في الخليج، وهي أول غواصة صاروخية موجهة من فئة أوهايو تم رصدها في المنطقة منذ ثماني سنوات.

### التأثير على سياسة الولايات المتحدة
يعتقد بعض المعلقين أن القتل قد يثير التوترات في المنطقة، وقد يعقد علاقة الرئيس الأمريكي جو بايدن مع إيران. ادعى روبرت مالي، الذي نصح الرئيس الأمريكي السابق باراك أوباما بشأن إيران، أن الهجوم تم تحديده بشكل متعمد من أجل جعل محاولات بايدن للتفاوض مع إيران أكثر صعوبة. كان بايدن قد تعهد بالانضمام إلى الاتفاق النووي الإيراني. في أول رد فعل أوروبي على جريمة القتل، صرح كارل بيلت، الرئيس المشارك للمجلس الأوروبي للعلاقات الخارجية، أنه «ليس من المستبعد أن يكون هذا القتل المستهدف جزءًا من الجهود لمنع إدارة بايدن من إحياء الدبلوماسية مع إيران والعودة إلى الوراء. للاتفاق النووي». ومع ذلك، لا يعتقد معلقون آخرون أن القتل سيعقد علاقة بايدن مع إيران. وتساءل هيرب كينون، المحرر المساهم في صحيفة جيروزاليم بوست، «ما الذي يمكن أن تكسبه إيران من خلال التعامل مع بايدن ببرود، خاصة وأن هذا لم يحدث في ساعته؟» في 3 كانون الأول (ديسمبر)، صرح بايدن أنه «من الصعب تحديد مدى» تأثير الاغتيال على احتمالات الانضمام إلى الصفقة.
وقعت جريمة القتل بعد أسبوعين من أثناء الرئيس ترامب عن قصف المنشآت النووية الإيرانية. وزعم رئيس المخابرات الإسرائيلية السابق عاموس يادلين أنه «مع وجود نافذة زمنية متبقية لترامب، فإن مثل هذه الخطوة قد تؤدي بإيران إلى رد عنيف، مما قد يوفر ذريعة لهجوم بقيادة الولايات المتحدة على المنشآت النووية الإيرانية». بعد عدة ساعات من القتل، أعلن البنتاغون عودة حاملة الطائرات نيمتز إلى المنطقة. خوفا من هجوم، سحبت الولايات المتحدة أيضا العديد من موظفي سفارتها في بغداد. في 9 ديسمبر، نشرت الولايات المتحدة طائرتين من طراز بوينج B-52 ستراتوفورتريس في الخليج العربي. تمت مقارنة عملية القتل بمقتل قاسم سليماني، والذي تم الرد عليه بهجوم صاروخي إيراني.ذكرت
ذكرت صحيفة نيويورك تايمز أن: «مسؤول أمريكي - مع اثنين من مسؤولي المخابرات - قالوا إن إسرائيل كانت وراء الهجوم على العالم». وأضافت أنه «لم يتضح مدى المعلومات التي ربما توكد ان تكون الولايات المتحدة على علم بها بشأن العملية مقدمًا، لكن البلدين هما أقرب الحلفاء ولطالما تبادل المعلومات الاستخباراتية بشأن إيران».

## الجنازة وإحياء الذكرى

### الجثمان والدفن
بعد ساعات من وفاته، ذكرت وسائل الإعلام الحكومية أنه سيتم إحضار رفاته في الحج إلى ضريح الإمام الرضا للمباركة، ثم إلى ضريح فاطمة معصومة، ثم إلى طهران لزيارة ضريح روح الله الخميني. في 30 نوفمبر، دُفن فخري زاده خلال جنازة رسمية مع مرتبة الشرف العسكرية الكاملة في إمام زاده صالح في طهران. بعد تقبيل نعش فخري زاده، أعلن وزير الدفاع الجنرال أمير حاتمي أن الاغتيال سيجعل إيران «أكثر اتحادًا وأكثر تصميماً».

### الاحتجاجات والتكريم

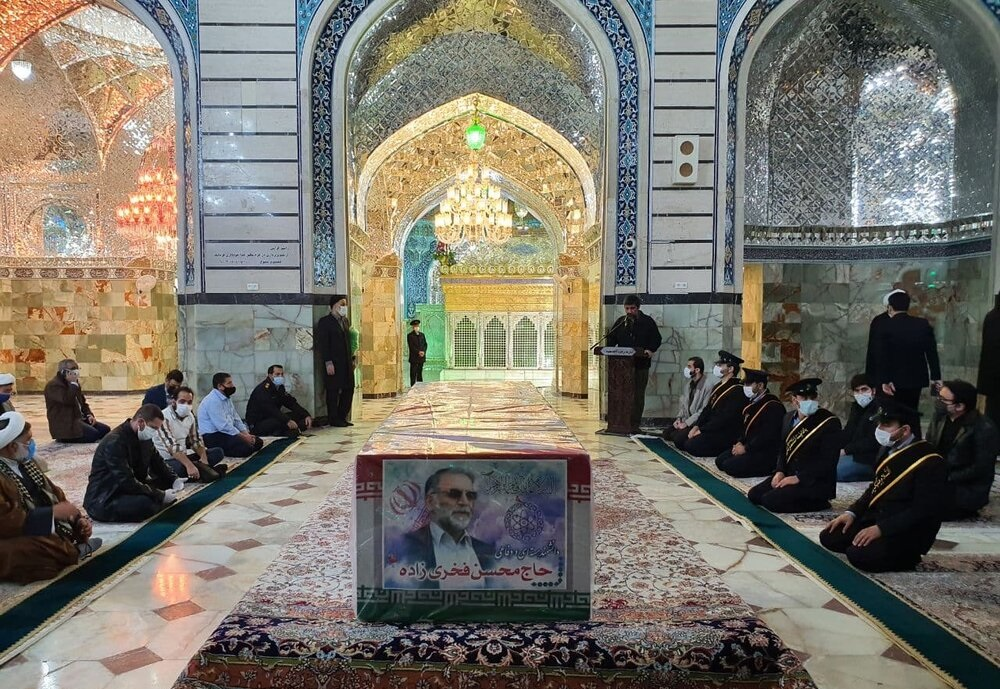
جثمان محسن فخري زاده في العتبة الفاطمية

بعد القتل، خرجت احتجاجات خارج العديد من المباني الحكومية في طهران. تم حرق الأعلام الأمريكية والإسرائيلية وصور ترامب وبايدن. دعا المتظاهرون، الذين وصفتهم صحيفة نيويورك تايمز بـ «الخط المتشدد»، إلى شن حرب مع الولايات المتحدة. كما رُفِع اللافتات تكريما له. أعلنت وسائل الإعلام الحكومية الإيرانية عن إنتاج عدة برامج تليفزيونية حول فخري زاده.